# Hermeneutyka biblijna
Hermeneutyka biblijna – nauka teologiczna zajmująca się odczytywaniem tekstów biblijnych, zwłaszcza ich sensu duchowego. Jedna z form hermeneutyki stosowanej.
Hermeneutyka stawia pytania co do właściwego sposobu rozumienia Biblii. Hermeneutykę można znaleźć już w samych tekstach biblijnych, np. w dialogu diakona Filipa z urzędnikiem królowej Etiopii w Dziejach Apostolskich 8,30-31: „Czy rozumiesz, co czytasz?” – „Jakżeż mogę [rozumieć], jeśli mi nikt nie wyjaśnił”.

## Hermeneutyka a egzegeza biblijna
Według Krzysztofa Bardskiego różnica między interpretacją, czyli hermeneutyką a egzegezą tekstów biblijnych bierze się z rozróżnienia sensu dosłownego i sensu ponaddosłownego w Biblii. To ostatnie określenie, będące kalką angielskiego more-than-literal odnosi się do treści zawartych w tekście biblijnym tradycyjnie określanych jako: sens duchowy, sens mistyczny i sens alegoryczny.
W przypadku poszukiwania sensu dosłownego proces interpretacji tekstu ma odmienny charakter niż w przypadku odnajdywaniu sensu ponaddosłownego. Stąd termin egzegeza należy zachować dla badań, mających na celu wydobycie znaczenia dosłownego tekstu. Poszukiwanie zaś adekwatnego znaczenia ponaddosłownego będzie interpretacją bądź odczytywaniem, czyli hermeneutyką.
Według tego ujęcia, to co uczynił Filip w opowiadaniu z 8 rozdz. Dziejów Apostolskich w. 30–31 było nie egzegezą, lecz hermeneutyką: wyjaśnił słowa starotestamentowego proroka Izajasza w sensie figuratywnym, typicznym – w związku z Chrystusem, z perspektywy historio-zbawczej. Zapewne hermeneutyka rabinistyczna podeszłaby do tekstu Izajasza inaczej, i Etiopczyk otrzymałby inną interpretację.

## Do czego potrzebna jest hermeneutyka?
Na interpretację Biblii wpływają założenia teologiczne. Wśród podstawowych trudności podnoszonych w XX w., m.in. przez uczonych rozwijających metodę historyczno-krytyczną jak teolog ewangelicki Rudolf Bultmann, można wymienić następujące:
- Jak należy rozumieć opisy zmartwychwstania?
- Jak rozumieć natchnienie Biblii? Jak powstały teksty biblijne?
- Powstanie Kościoła chrześcijańskiego i kierunków teologicznych wewnątrz i ich wpływ na odczytanie tekstu biblijnego. Jakie gatunki literackie, z jakich powodów zostały użyte w różnych księgach biblijnych. Jaki był zamierzony efekt?
- Kwestia zrozumienia języków biblijnych, kultury, uwarunkowań historycznych, do zrozumienia niektórych stwierdzeń, np. wtedy, gdy Dzieje Apostolskie 16,15 mówią, że Lydia została ochrzczona razem z całym swoim domem.
- Wpływ osoby czytającego i jej motywacji. Dlaczego zajmuje się tekstem biblijnym? Czy jest osobiście zainteresowany tekstem (z określonymi oczekiwaniami lub bez nich) czy też jest nie jest zaangażowany osobiście? W jakiej kulturze jest osadzony czytelnik: odczytanie np. wędrówki Abrahama przez dobrze sytuowanego Europejczyka, będzie różne od kogoś, kto całe życie spędził na wędrówkach i nigdy nie prowadził osiadłego życia. Jak rozumie słowa Jezusa o bogactwie człowiek majętny, a jak ubogi?

## Hermeneutyka katolicka
Na temat zasad odczytania Biblii, w związku z przywróceniem Słowu Bożemu właściwego miejsca w życiu Kościoła, wypowiedział się Sobór watykański II (1962–1965) w Konstytucji dogmatycznej Dei Verbum. Sobór podkreślił wagę poznania historycznych, ludzkich uwarunkowań tekstów biblijnych:

Ponieważ zaś w Piśmie świętym Bóg przemówił przez ludzi na sposób ludzki, interpretator Pisma świętego, chcąc poznać to, co Bóg zechciał nam przekazać, powinien starannie dociekać, co hagiografowie rzeczywiście zamierzali powiedzieć i co przez ich słowa spodobało się Bogu ujawnić.
Chcąc odkryć zamiar hagiografów, należy uwzględnić między innymi także gatunki literackie. Niejednakowo bowiem podawana jest i wyrażana prawda w tekstach historycznych różnego typu, w prorockich, w poetyckich lub też w innych jeszcze rodzajach wypowiedzi. Jest przeto konieczne, aby interpretator szukał tego znaczenia, jakie w określonych okolicznościach swego czasu i kultury hagiograf zamierzał wyrazić i rzeczywiście wyraził za pomocą stosowanych wówczas gatunków literackich. Aby należycie zrozumieć, co święty autor w swym piśmie chciał wyrazić, trzeba uwzględnić zarówno owe naturalne sposoby myślenia, mówienia i opowiadania występujące w czasach hagiografa, jak i te, które w tamtym czasie były powszechnie stosowane we wzajemnym obcowaniu ludzi ze sobą (DV 12).

Sobór podkreślił też, że skoro Kościół wierzy, że Pismo święte powstało pod natchnieniem Ducha Świętego, także z jego pomocą należy je odczytywać. Należy też brać pod uwagę całą treść Pisma oraz to, że tworzy ono jedność. Istotne też jest światło, którego dostarcza żywa Tradycja całego Kościoła oraz analogia wiary (por. DV 12).
Zagadnienia katolickiej hermeneutyki biblijnej omówiła Papieska Komisja Biblijna w wydanym w 1993 r. dokumencie zatytułowanym Interpretacja Pisma Świętego w Kościele katolickim. Tekst ukazał się w setną rocznicę publikacji encykliki Providentissimus Deus Leona XIII (18 listopada 1893 r.) oraz pięćdziesiątą encykliki Divino afflante Spiritu Piusa XII (30 września 1943) – dwóch najważniejszych wczesnych dokumentów Magisterium Kościoła na temat katolickiej hermeneutyki biblijnej.
Dokument Komisji opisał najpierw współczesne metody czytania i interpretowania Pisma Świętego. Następnie omówił teoretyczne kryteria interpretacji tekstu natchnionego oraz ukazał aspekty charakterystyczne dla katolickiej interpretacji Biblii w kontekście relacji z innymi dyscyplinami teologicznymi. W ostatnim rozdziale przedstawił zasady, jakim należy się kierować w odczytywaniu znaczenia Słowa Bożego w codziennosci oraz ukazał rolę Biblii w życiu współczesnego Kościoła. Papież Benedykt XVI, w przedmiowie do pierwszego tomu swej książki Jezus z Nazaretu (30 września 2006 r.) odwołał się do tego dokumentu ukazując ważność jego przesłania dla jego własnej pracy nad przygotowaniem książki.
Zasady współczesnej hermeneutyki katolickiej omówiła także wydana w 2010 r. adhortacja Benedykta XVI Verbum Domini (punkty 29-37). Reguły jakie wskazuje to:
1. Uwzględnianie rodzajów literackich
2. Zbadanie zwłaszcza tych okoliczności powstania tekstów Pisma św., które pomagają uściślić ich sens, znaczenie i myśl teologiczną
3. Dokładne zbadanie środowiska pozabiblijnego w czasach powstania tekstu.

Hermeneutyka biblijna według katolików ma pomagać w uaktualnieniu słowa Bożego dla każdej generacji i prowadzić do jego realizacji w życiu chrześcijańskim.